# Casimiro de São José Wyszynski
Casimiro de São José Wyszynski (no polaco original, Kazimierz Wyszyński), M.I.C (Jeziora Wielkie, Kujawsko-Pomorskie, 19 de agosto de 1700 – Convento de Balsamão, Chacim, Macedo de Cavaleiros, 21 de outubro de 1755) foi um padre polaco, que foi o responsável pela introdução da Congregação dos Padres Marianos da Imaculada Conceição em Portugal, em 1753.

## Biografia

### Primeiros Anos de Vida
Januário Francisco Wyszyński (no polaco original, January Franciszek Wyszyński) nasceu a 19 de agosto do ano de 1700, no seio de uma família nobre abrasonada. Filho de Jan Kazimierz (João Casimiro) Wyszyński e Jadwiga (Edviges) Rogala (nascida Zawadzka), tinha sete irmãos, dos quais duas irmãs (Ana e Catarina), e cinco irmãos (António, André João, José, Miguel Gabriel Rafael e João).
Vale acrescentar que além dele, dois dos seus irmãos também se dedicaram à vida clerical: André João, que tornou-se escolápio e João tornou-se vicentino. Tinha também um seu tio Józef (José) Wyszyński, que era dominicano. A sua família, Wyszynski, tinha as suas origens na antiga província da Boémia, atual República Checa, e teriam ido para a Polónia no século XIII, estabelecendo-se na região de Sieradz (atual província de Lodz).
A partir de 1695, seus pais eram Senhores de Jeziora Wielka (onde nasceu) e Załęże Wielkie perto de Grójec. Quando tinha dois anos, a sua família foi forçada a deixar as suas propriedades como resultado da invasão das tropas suecas na Grande Guerra do Norte, retornando em 1708.

### No Seminário Escolápio de Varsóvia
Após o regresso a casa, foi enviado junto com seu irmão João para o colégio escolápio de Góra Kalwaria, onde o seu tio era o reitor do colégio.
Muito rapidamente, demonstra uma propensão à introspeção pessoal e à adoração de Deus, dedicando maior parte do seu tempo às práticas devocionais e a orações, incluindo missas diárias, ladainhas, rosários e meditações espirituais. Depois de formado nesta escola, foi enviado por seus pais ao Seminário Escolápio de Varsóvia. Enquanto estudava em Varsóvia, decidiu fugir e fazer uma peregrinação a Roma, mas os seus pais, informados disso, obrigaram-no a recuar os 70 km já iniciados de volta a Varsóvia e impediram os seus planos futuros de peregrinações.
O seu pai, desagradado com ele, enviou-o então para a chancelaria do município de Varsóvia para se preparar para a profissão de advogado sob a supervisão do vice-presidente do município de Varsóvia.

#### Peregrinação a Santiago de Compostela
Durante esta estadia na chancelaria de Varsóvia, prometeu fazer uma peregrinação ao túmulo do apóstolo Tiago, em Santiago de Compostela. Apesar das dificuldades que o pai lhe causou, iniciou esta peregrinação, e em outubro de 1721 chega a Roma, onde prossegue a sua viagem, agora com um grupo de peregrinos.
Continuando a viagem, adoeceu nos Pirenéus, perto da fronteira franco-espanhola e, por decisão dos médicos, regressa a Roma. Enquanto regressa, decide alterar o seu voto de peregrinação substituindo esta por obras de caridade e visitas a igrejas romanas. Em 1723, trabalha temporariamente nas minas de sal marinho administradas pela Santa Sé, e depois como assistente de advocacia, ajudando na transcrição de arquivos.

### Ingresso na vida religiosa
O momento chave da sua vida sucedeu-se aos 23 anos, durante um encontro casual, na segunda metade do ano de 1723, em Roma, com o padre Joaquim Kozłowski, procurador da Ordem Mariana. Soube então por ele que seu irmão José tinha abandonado o serviço militar e, ingressando no noviciado mariano, teria causado muitos danos à Ordem. Em resposta a isso, Januário Francisco, profundamente comovido, respondeu-lhe:
"Eu quero reparar o que o meu irmão destruiu. Peço, à Vossa Paternidade, o hábito dos Marianos."
A 18 de novembro de 1723 na igreja de Santo Estanislau, vestiu o hábito mariano branco e recebeu o nome religioso Casimiro.Após retornar à Polónia, a 19 de março de 1724 iniciou um noviciado de um ano no mosteiro eremitério localizado na Floresta de Korabiew.
Casimiro fez os votos monásticos solenes a 19 de março de 1725 pelas mãos do superior do mosteiro, Padre Joaquim Kozłowski, o mesmo que o fez vestir o hábito mariano. No Sábado Santo, 31 de março de 1725, na Igreja de São João Batista em Varsóvia, Casimiro recebeu tonsura e quatro ordens menores (ostiário, leitorado, exorcista e acólito).
A 22 de dezembro torna-se subdiácono, e depois em 16 de março de 1726, diácono. A 20 de abril de 1726, na mesma igreja de Varsóvia, foi ordenado sacerdote pelo bispo João Joaquim Tarło. Foi nomeado professor de teologia e, após a ordenação sacerdotal, foi nomeado mestre de noviços (até finais de 1730). Entre 1731 e 1734 permaneceu em Roma, onde viveu na Basílica de Santa Maria em Aracoeli com os franciscanos.

### Como Superior Geral da Ordem Mariana
Depois de retornar à Polónia, desempenhou muitas funções monásticas diferentes, incluindo vice sacerdote, teólogo do mosteiro em Puszcza Korabiewska e professor de teologia moral. De seguida, a 12 de dezembro de 1737, foi eleito superior geral da Ordem Mariana. Ocupou este cargo até 8 de agosto de 1741,e tornou-se prior do mosteiro de Góra Kalwaria.
Nessa altura, fez esforços para iniciar o processo de beatificação do fundador dos marianos, padre Estanislau Paczynski, MIC , e contribuiu para o aumento do número de religiosos na ordem, recrutando estrangeiros para a congregação.
A 19 de junho de 1747, foi reeleito geral da Ordem Mariana para o triénio 1747-1750. Durante este período, por sua iniciativa, foram estabelecidas novas fundações marianas em Rasno, na Polésia, um noviciado em Marijampolé e um mosteiro em Berezdovo na Volínia. Depois, nos anos de 1750-1753, foi procurador-geral da Ordem em Roma. Entra então em contacto com o Corpo Diplomático Português em Roma, onde recebeu informações sobre a possibilidade de empreender uma missão mariana em Portugal.

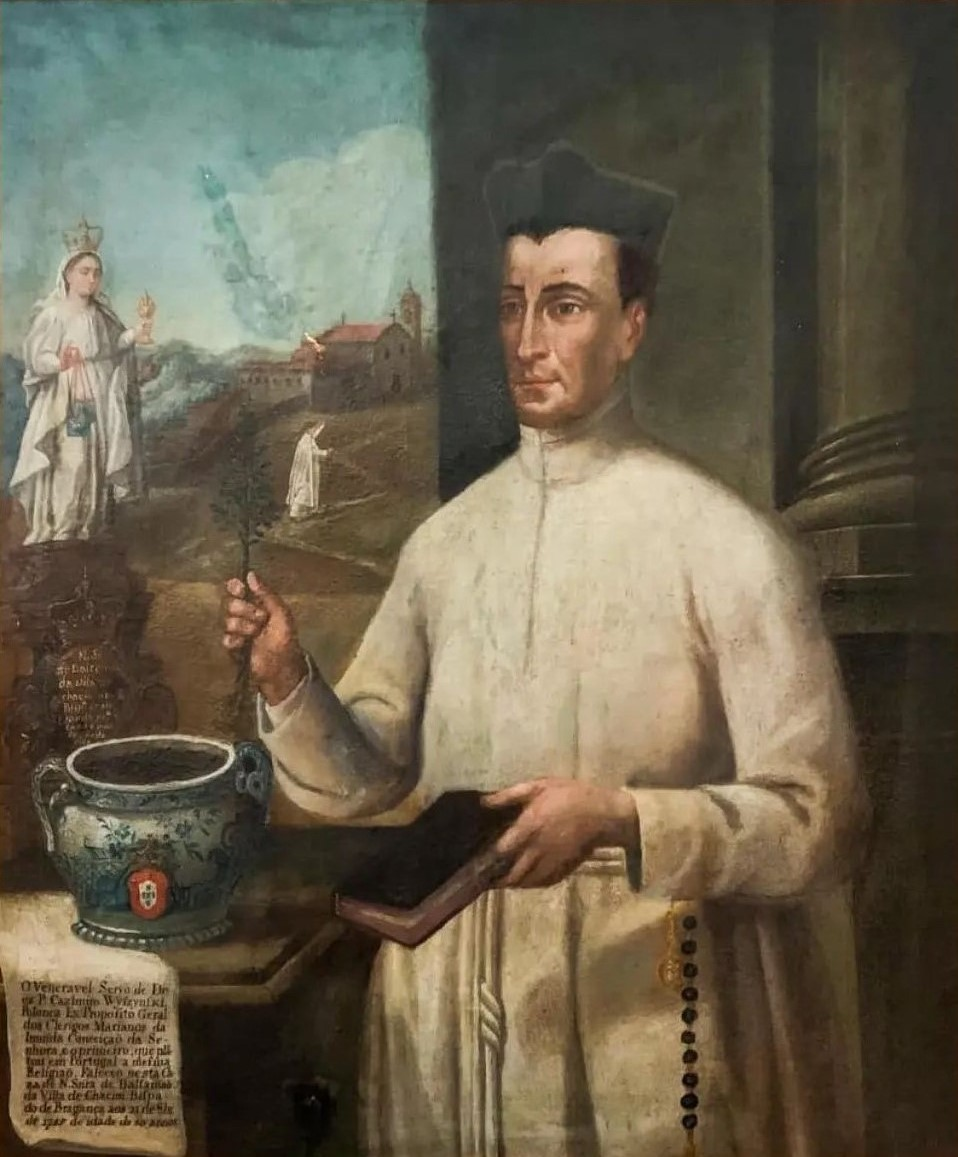
Pintura de Casimiro de S. José Wyszynski, presente no Mosteiro de Balsamão

### Vinda para Portugal

#### Problemas iniciais
Casimiro chega a Lisboa a 16 de outubro de 1753, juntamente com o também mariano Padre Benon Bujalski, tornando-se aparentes as dificuldades da missão. Em primeiro lugar, assim que chegaram, descobriram que o convite não tinha vindo da Igreja Católica nem da Coroa portuguesa, mas de um padre (António de Sousa Salazar, tendo sido em sua casa hospedados). Depois de problemas com o anfitrião e de serem relegados para a Capela de Nossa Senhora da Conceição da Abóbada, sem conseguirem abrir a comunidade que desejavam, o companheiro mariano que o acompanhava desistiu do empreendimento. De facto, o referido padre que os tinha acolhido não teria nenhuma intenção de ajudar a fundar uma comunidade de Marianos em Portugal, mas sim de, alegadamente, satisfazer as suas ambições pessoais. Não obstante todas as provações vividas em terras lusas, Frei Casimiro permaneceu, na fidelidade à missão.
Fora isto, no seu primeiro ano de estadia, há um ponto positivo a ressaltar: depois de chegar ao mosteiro de franciscanos reformados de São Pedro de Alcântara, a 25 de março de 1754, investiu o primeiro português com o hábito mariano, João de Deus da Conceição.

#### Ida para Trás-os-Montes
João de Deus da Conceição, sendo natural de Torre de Moncorvo, tinha conhecimento do Ermitério de Balsamão (na freguesia de Chacim, Macedo de Cavaleiros). Escreveram ao Bispo de Miranda, João da Cruz Salgado de Castilho, que, depois de obter o aval dos referidos Ermitas, os convidou para Balsamão. Saíram de Lisboa no dia 28 de agosto de 1754 e chegam lá no dia 6 de setembro de 1754. Foi muito bem recebido pela comunidade dos Eremitas de Balsamão, bem como pelas autoridades e povo de Chacim.
O Bispo de Miranda, João da Cruz Salgado de Castilho, nomeia, então, Frei Casimiro Superior dos Eremitas e autoriza-o a dar-lhes o hábito dos Marianos, e a admiti-los à profissão religiosa, ficando sob a sua jurisdição do Convento. A 13 de abril de 1755, dá o hábito e admite ao noviciado 5 portugueses e aceita 2 novos candidatos. Frei Casimiro, depois de quase 3 anos de grande dedicação, passando por muitas tribulações, tinha, agora, a alegria de ver fundada a primeira comunidade dos Marianos em Portugal.

Poucos meses depois de se instalar permanentemente no convento de Balsamão, Frei Casimiro, falece, por volta das 3 da madrugada, vítima de malária, no dia 21 de outubro de 1755, tendo antes respondido aos noviços, chorosos: 

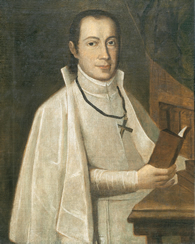
Pintura de Casimiro, por Frei Jan Niezabitowski, segunda metade do século XVIII, presente no mosteiro mariano de Gozlin, Polónia.

“Não choreis, a Virgem Santíssima é a vossa Fundadora, e eu, do Céu, ser-vos-ei mais útil.”
No mesmo dia, foi sepultado inicialmente sob o chão da Igreja de Nossa Senhora de Balsamão, na areia, sem um caixão. Em 1759, seus restos mortais foram extraídos da areia e colocados em um caixão, onde permaneceram até 1955, quando foram transferidos para um local especial de exposição na parede da igreja, onde ainda repousam.

## Processo de Beatificação
Poucos anos depois da sua morte, por iniciativa da Congregação dos Padres Marianos, foi iniciado o seu processo de beatificação em Portugal, e depois na Polónia e em Roma. Este processo foi interrompido devido às partições da Polónia no século XVIII e à agitação política em Portugal, pós-terremoto de 1755. O processo foi retomado em Roma em 1953. A 14 de outubro de 1986, realizou-se em Roma uma sessão de consultores históricos e, em 1987, redigida a chamada positio, "posição sobre as virtudes" exigida no procedimento de beatificação. A 25 de novembro de 1988, a Santa Sé emitiu um decreto sobre a validade do processo informativo e apostólico e, em 21 de março de 1989, realizou-se em Roma uma reunião de consultores teológicos. A 7 de novembro de 1989, foi realizada uma reunião de cardeais e bispos da Congregação para as Causas dos Santos, e eles aceitaram a documentação do processo. Em seguida, a 21 de dezembro do mesmo ano, o Papa João Paulo II assinou um decreto sobre o vida heróica e virtudes do Servo de Deus, Padre Casimiro de São José Wyszyński. A partir de então, teve direito ao título de Venerável Servo de Deus.